# كأس اليونان لكرة السلة 2017–18
كأس اليونان لكرة السلة 2017–18 هو موسم من كأس اليونان لكرة السلة ‏. فاز فيه نادي إيه إي كي لكرة السلة.